# Parafia św. Barbary w Gdańsku
Parafia św. Barbary w Gdańsku – parafia rzymskokatolicka usytuowana w Gdańsku. Należy do dekanatu Gdańsk-Dolne Miasto w archidiecezji gdańskiej. Została ustanowiona 30 marca 1968 roku.
Proboszczem parafii jest ks. kan. Rajmund Lamentowicz.